# Sphagnum centrale
Sphagnum centrale là một loài rêu trong họ Sphagnaceae. Loài này được C.E.O. Jensen mô tả khoa học đầu tiên năm 1896.